# Trylogia husycka (Alois Jirásek)
Trylogia husycka – cykl powieści historycznych czeskiego pisarza Aloisa Jiráska opowiadający o wojnach husyckich na początku XV wieku. Składa się z utworów Mezi proudy (Wśród prądów, 1887-1890), Proti všem (Przeciw wszystkim, 1893) i Bratrstvo (Bractwo, 1899-1908). Przedstawia genezę ruchu husyckiego, przebieg walk i koniec rewolucji. 